# Murailles de Cosa
Les murailles de Cosa (en italien, Mura di Cosa) constituaient le système défensif de la colonie romaine de Cosa, situés à Ansedonia (frazione de la commune d'Orbetello) dans la province de Grosseto en Toscane.

## Histoire
Le rempart qui bordait l'ancienne ville de Cosa a été construit au IIIe siècle av. J.-C. pour protéger la colonie. L'ouvrage défensif a été construit de manière à rendre le lieu imprenable, tant en cas d'invasion terrestre qu'en cas d'incursion par voie maritime. Le périmètre des murs s'étendait à l'origine sur près d'un kilomètre et demi et était renforcé par pas moins de dix-huit tours qui remplissaient des fonctions de visée, de défense et d'attaque ; c'était l'un des premiers exemples de murs aussi puissants construits par la Rome antique.

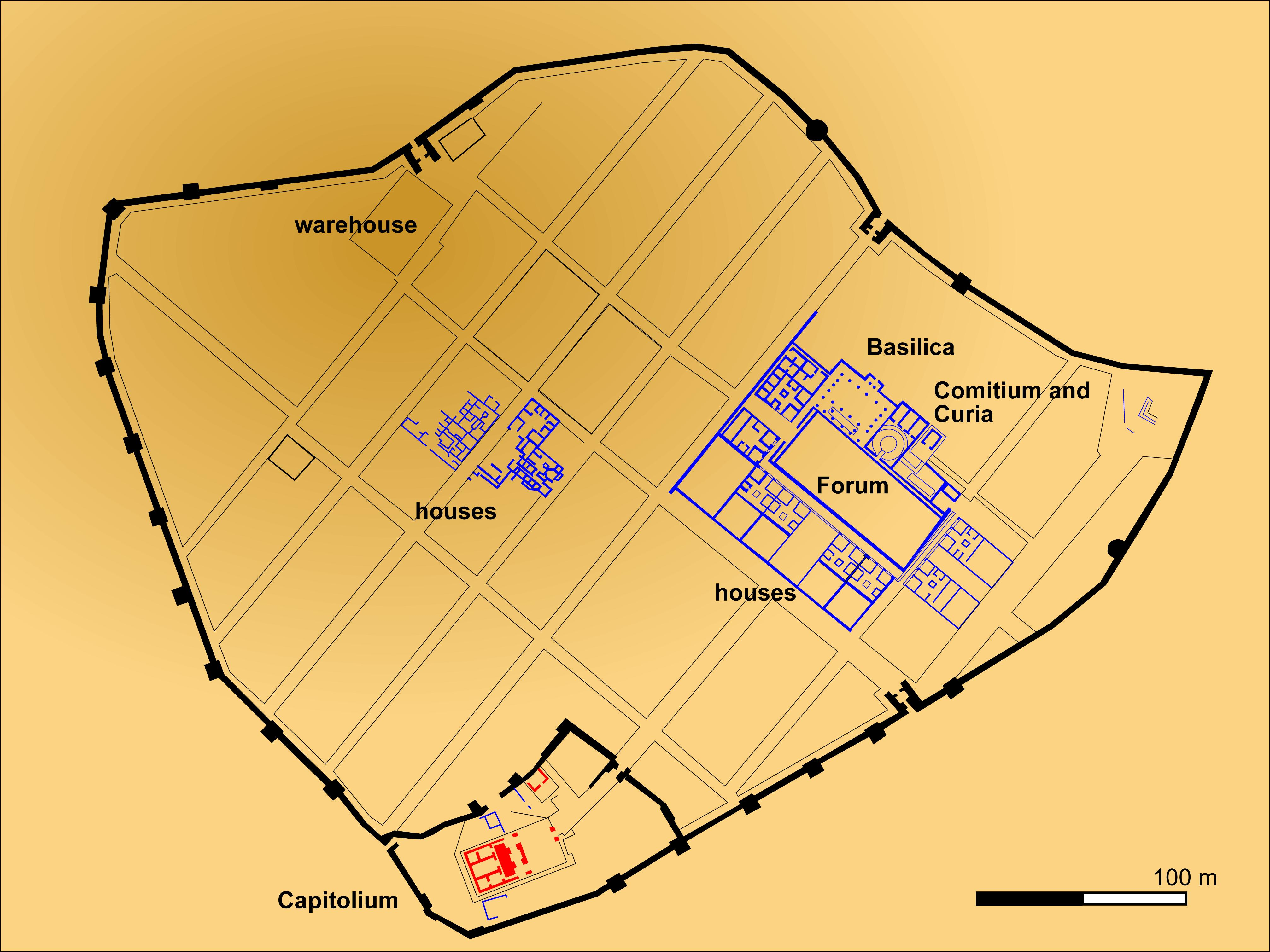
Plan de Cosa.

Au cours des siècles suivants, les remparts ont continué à remplir des fonctions défensives ; après la chute de l'Empire romain d'Occident, le lieu se dépeuple progressivement, notamment dans la période comprise entre la domination lombarde et le Xe siècle.
Après l'an 1000, le lieu se repeuple progressivement, devenant plus tard l'un des nombreux lieux contrôlés par la famille Aldobrandeschi. Les comtes ont trouvé un mur massif déjà érigé, qui n'a nécessité aucune modification de leur part, bien qu'une série de travaux de restauration puisse être envisageable pour récupérer entièrement la structure défensive après une période de déclin et d'abandon.
Au XIVe siècle, la ville de Cosa est entrée dans les visées expansionnistes de la république de Sienne, qui tentait d'étendre son territoire vers le sud et vers la mer. Le siège de 1329 a provoqué la chute de Cosa et, depuis lors, le lieu a été complètement abandonné, car il ne faisait pas partie des plans des Siennois.
Malgré une très longue période de déclin et d'abandon qui a duré plus d'un demi-millénaire, les murs de Cosa ont retrouvé leur gloire d'antan grâce à une longue et scrupuleuse restauration achevée à la fin du siècle dernier.

## Description
Les murs de Cosa sont en grande partie bien conservés, grâce également à la récente restauration qui a permis de les récupérer.
Le cercle a une forme polygonale avec des blocs de grès de taille considérable, qui ont été régularisés sur la surface extérieure et emboîtés avec des coupes nettes aux points de jonction.
Le long des murs, il y avait trois portes, une poterne (près de l'acropole) et pas moins de dix-huit tours sur les côtés tournés vers la mer, dont quinze de section rectangulaire et trois de forme circulaire. Chaque porte était doublée, composée d'une porte extérieure avec voûte et d'une porte intérieure sans voûte, séparées l'une de l'autre par un passage central fermé par des volets.

## Galerie

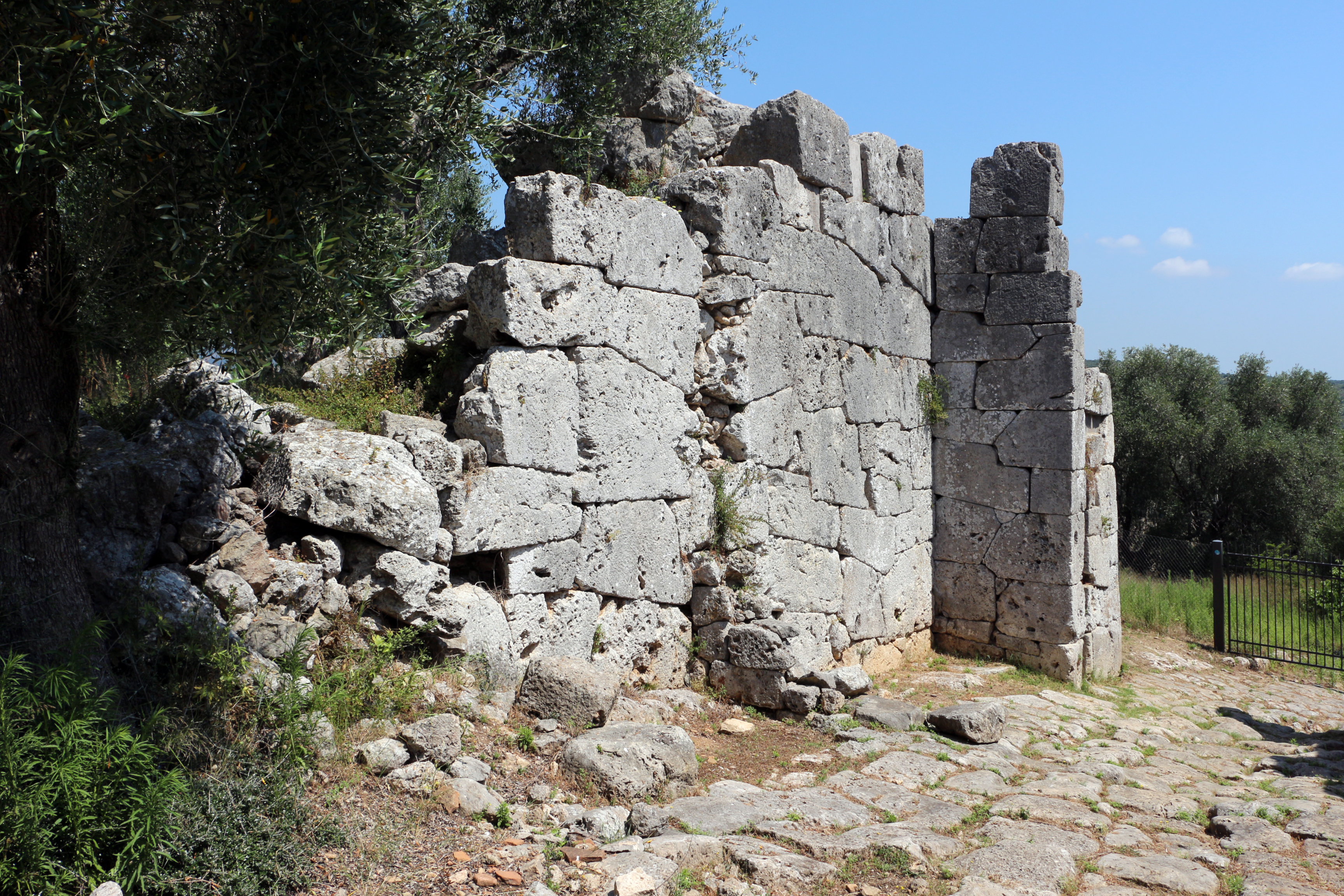
Une porte du mur de Cosa.
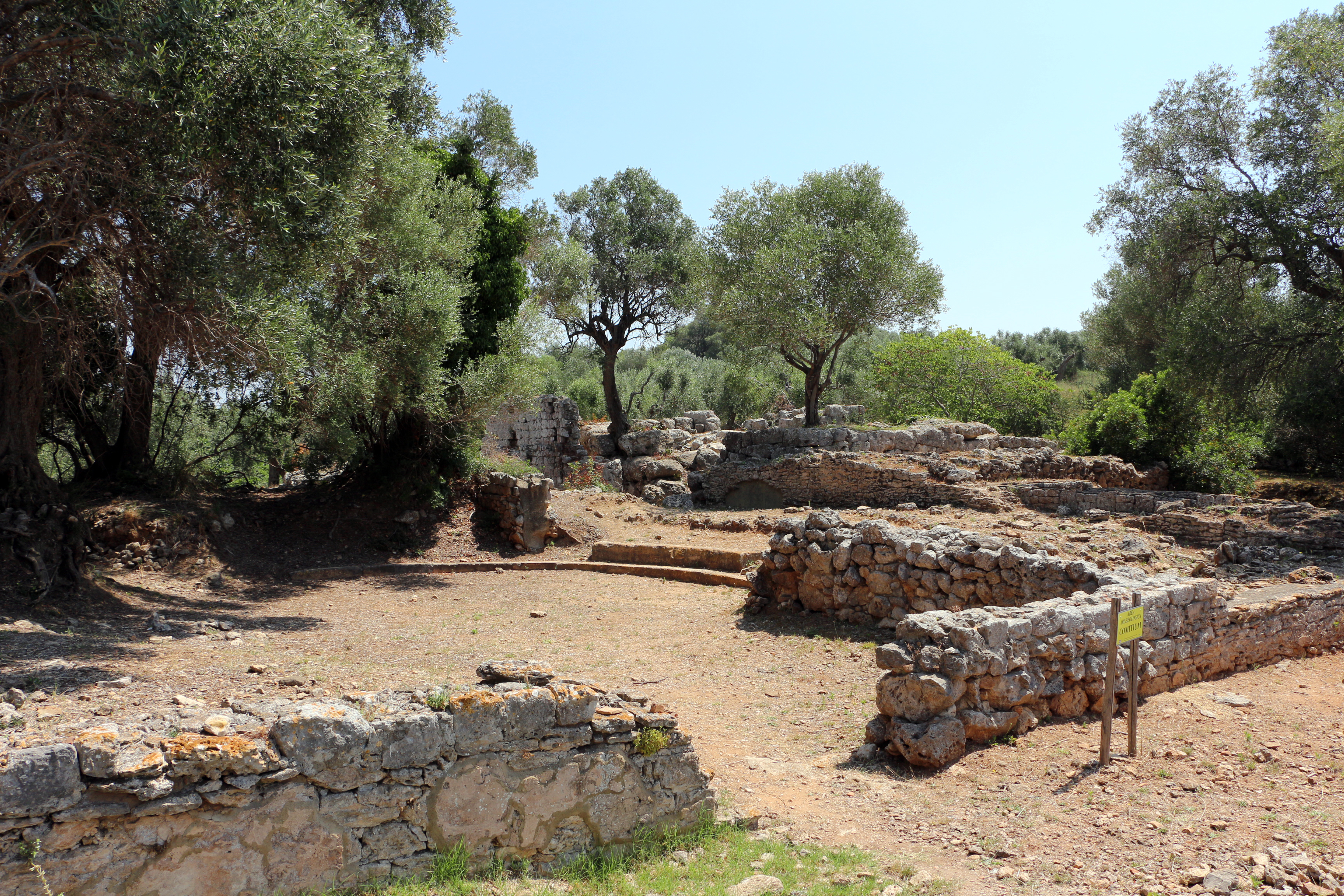
Ruine de Cosa.